# Minnie's
I Minnie's sono un gruppo punk rock/melodic hardcore punk formatosi nel 1995 a Milano. Il gruppo durante la sua esperienza si è esibito anche all'estero.

## Storia
La musica è legata all'hardcore, addolcita da un senso di armonia e dalla sincronizzazione delle linee di batteria con le voci. Il gruppo ha all'attivo qualche centinaio di concerti, 4 dischi ufficiali e svariate partecipazioni a compilation in Italia e all'estero.
Nel 1996 condividono il palco con gruppi come Derozer e Gli Impossibili e cominciano a farsi conoscere all'interno della scena hardcore/punk italiana. Nel giugno 2000 aprono per gli Shelter al Deposito Bulk di Milano e nel febbraio 2001 per Strung Out e Straightfaced al Tunnel. Nella primavera del 2002 suonano di spalla ai Satanic Surfers al Forte Prenestino di Roma e agli Horace Pinker a Milano in occasione della festa per l'uscita del disco. Nel 2004 il gruppo intraprende un tour che tocca diverse località italiane e che li porta anche in Germania, Svizzera, Austria, Slovenia.
Nel 2009 esce l'album, "L'esercizio delle distanze" per Sangue Disken.
Il 27 aprile 2010 esce l'album L'Esercizio delle distanze 2010 per AC Europe Records, con distribuzione Universal. Il primo singolo è "Per cosa si uccide" di cui è uscito anche un video. girato da Marco Gentile.
Il 14 febbraio 2013 esce per To Lose La Track/Fallo Dischi, l'album Ortografia.

## Formazione attuale
- Luca Pancini - chitarra, voce
- Yuri Tartari - chitarra, voce
- Alessandro Mariano - batteria
- Alberto Ladduca - basso, synth

## Discografia
- 1995 - Ciccabboom! (demo autoprodotto)
- 1997 - The Hard Corazon (a.k.a THC, Outright)
- 2001 - Happy Noise/Minnie's (split CD con Happy Noise, Riot Records)
- 2003 - Un'estate al freddo (Heartfelt Music)
- 2004 - The Sing Along Experience (EP, Riot Records)
- 2006 - Il pane e le rose (EP, Dmbmusic/Antstreet)
- 2009 - L'esercizio delle distanze (Sangue Disken)
- 2010 - L'esercizio delle distanze 2010 (AC Europe Records)
- 2011 - La paura fa brillanti idee
- 2013 - Ortografia (To Lose La Track/Fallo Dischi)
- 2016 - Lettere Scambiate (EP, To Lose La Track/Ammonia Records)
- 2019 - Evviva Manifesto (La Valigetta)